# Laevophiloscia flava
Laevophiloscia flava är en kräftdjursart som först beskrevs av Gustav Budde-Lund1913.  Laevophiloscia flava ingår i släktet Laevophiloscia och familjen Philosciidae. Inga underarter finns listade i Catalogue of Life.